# Erich Meyer-Düwerth
Erich Meyer-Düwerth (* 13. Mai 1902 in Düsseldorf; † 1986) war ein deutscher Schriftsteller. Er verfasste Erzählungen und Theaterstücke und lebte in Düsseldorf.

## Werke
- Zehnmal Beruf. Leipzig 1928
- Pastor Geesch (Pastor Jääsch). Berlin 1936
- Der Landarzt. Berlin 1937